# 天命：朝鮮版逃亡者故事
《天命：朝鮮版逃亡者故事》（：／），為韓國KBS自2013年4月24日起播出的水木迷你連續劇，由《富翁的誕生》的編劇崔民基與李振書導演合作打造。

## 故事簡介
根據野史記載，朝鮮第12代王仁宗是被其繼母文定王后毒殺而死。在仁宗還是世子之時，擁戴世子的大尹派與欲擁立文定王后之子慶原大君（日後的明宗）為王的小尹派便圍繞著王位繼承問題對立著，本劇即是以此為背景而展開的故事。
朝鮮中宗末年（1544年），內醫院醫官崔元（李棟旭飾）無故被捲入毒殺世子李峼（日後的仁宗）一事，遭人陷害而背負冤名，不得不展開逃亡生活，為了拯救患上不治之症的女兒，不惜展開殊死搏鬥，毒殺世子的醜陋真相也將逐步揭發。

## 演員陣容

### 主要人物
| 演員   | 角色              | 介紹 | 粤语配音 | 国语配音 |
| 李棟旭 | 崔元              | 朝鮮愛女傻父，背負冤名成為逃亡者的內醫院醫官。淡泊名利，只希望細水長流地過生活。具有當御醫的資質卻故意隱藏實力，在內醫院被人當成混混醫官。認為每天按時出宮相伴在年幼的女兒身邊才是唯一幸福，只專注於研究治療女兒的肺癆。對王室的安寧毫無關心，只希望自己不要被捲入上面的麻煩事，然而天外卻飛來橫禍。 | 羅偉傑   | 李世揚   |
| 宋智孝 | 洪多仁            | 夢想成為第二個長今的內醫院醫女，冰冷又高傲，特別看不慣像假藥材一樣還以醫官身分自居的崔元，說到醫員起碼要像以前救過自己的那位才行。擔任司憲府官吏的父親在士禍中遭受牽連，自己也突然成為官婢，當時曾患上危及性命的急喉痺所遇到的那位醫術才是真的，多仁以此為契機而決心成為醫女走到今天。               | 莎拉     | 汪世瑋   |
| 金幼彬 | 崔朗              | 崔元的金枝玉葉獨生女，患上不治之症。崔元妻子冒死生下的孩子，不僅外貌像母親，就連讓母親喪命的疾病也遺傳下來了。人小鬼大且聰明伶俐，擁有一個愛女傻父使她得到很多想要的東西，為了不讓父親難過而更加淘氣開朗，活得像個健康的孩子。                                                                       |          | 陶敏嫻   |
| 任瑟雍 | 李峼 （朝鮮仁宗） | 王世子，與文定王后在政治上對立。被人稱頌是可以成為僅次於世宗的聖君，然而在越強烈的光照之下就會有越陰暗的影子，完美的王材背後卻隱藏著瘋狂的不安。出生時就遭受到生命威脅，沒人能守護他所以懷疑所有人，這樣才能活命，唯一能夠信任的人是幫助自己登上世子之位的崔倉孫其孫子崔元。                         | 張振熙   | 何志威   |
| 朴智英 | 文定王后          | 中宗的繼妃，小尹派背後隱藏的首領，比起當王妃更想成為王的女人。在強者才能生存的宮廷為了使用無所不能的權力，欲毒殺世子李峼，擁立自己親生的慶原大君為王。十七歲時當上中殿，當時王室只希望她給予李峼溫暖的母愛，但是無法平息她的野心。召集與自己利益一致的人，隱密地培養勢力。                           | 張雪儀   | 汪世瑋   |
| 宋鍾鎬 | 李正奐            | 義禁府都事，捕抓崔元的冷酷追擊者，綽號「紅疫鬼」，意思是被釘上就死定了。原本是文官，骨子裡卻有著武士靈魂的男人，眾人公認的朝鮮最強搜查官。妓院就如同他家一樣，好色到對妓女的名字倒背如流。具備高超武藝，還精通朝鮮法醫書《新註無寃錄》，以自己100%的破案率自豪,喜歡崔優英。                          |          | 官志宏   |
| 尹真伊 | 昭白              | 盜賊頭目巨柒的女兒，粗俗無知，性格潑辣，完全表裡如一。為了拯救入獄的父親而和林巪正一起劫獄，卻意外地幫助崔元越獄。幼年喪母讓她成為一個只知道爹的愛父女，從小親手餵她吃飯、幫她洗澡、哄她入睡的父親從某一刻起對她說還是和他保持距離，這讓昭白很難過。                                                 | 謝穎茵   | 陶敏嫻   |

### 崔元的家族
| 演員   | 角色   | 介紹 | 粤语配音 | 国语配音 |
| 姜星   | 崔優英 | 崔元的妹妹，特別喜歡梳妝打扮，自學成材的化妝術相當優異。因為崔元背負罪名，和小朗一起被貶為官婢,喜歡李正奐。                                                                      | 鄭家蕙   | 陶敏嫻   |
| 柳彩英 | 金玉   | 崔元的繼母，曾是惠民署醫女，在崔家遭受變故後捲款逃跑，由於自己太愚蠢不僅弄丟全部家當，還受了牢獄之災。                                                                           | 鄧潔麗   | 馮艾玫   |
| 高仁範 | 崔衡久 | 崔元的父親，醫官世家崔家的異類，參加醫官考試皆落榜，擅長經營管理於是開了藥房。不同意崔元的婚事但最後還是答應了，本來就不滿意的媳婦卻在生下女兒後喪命，希望崔元趕快再婚延續香火。 |          | 陳幼文   |
| 張勇福 | 崔倉孫 | 崔元的祖父，章敬王后生下李峼後不久就去世了，當時擔任負責御醫的崔倉孫也面臨生命危險，中宗以守護李峼至其繼位為條件而免他一死，其後想要加害李峼的人便將輔佐李峼的他視為眼中釘。     |          |          |

### 內醫院
| 演員   | 角色   | 介紹 | 粤语配音 | 国语配音 |
| 金美京 | 長今   | 中宗的主治醫，朝鮮最厲害的女醫。中宗將她指定為自己的負責醫員後，內醫院反對聲如潮，但她仍有著只為患者著想的決心。崔倉孫給予她的才能高度評價，將其收為徒弟。她對師父的孫子崔元如此荒廢而感到嘆息。 |          | 陶敏嫻   |
| 崔弼立 | 閔道生 | 東宮殿御醫，崔元和李峼的竹馬之交，崔倉孫的弟子，十年前和崔元一同成為醫官，他非常清楚崔元為何會像個混混。在出人頭地的路上與宮女的禁忌之戀成為了絆腳石，小尹派利用這點開始脅迫他。                 |          | 官志宏   |

### 李峼週邊人物
| 演員   | 角色     | 介紹 | 粤语配音 | 国语配音 |
| 崔日和 | 朝鮮中宗 | 李峼的父親，一生被臣僚左右的可憐君王。第一位實現反正的朝鮮君王，在波瀾萬丈的人生最後總是會想起兩個人，糟糠之妻慎氏以及趙光祖，尤其是高呼忠於自己的趙光祖時常讓他做起惡夢。                     |          | 馬伯強   |
| 李在勇 | 天峰     | 秘密結社組織「深谷志士」首長，學識不輸名門士大夫，被稱作「狂人大師」的野人醫員。趙光祖死後二十年，召集繼承趙光祖遺志的士林派官吏和書生成立「深谷志士」，相信李峼就是創造新朝鮮的君王並跟隨他。 |          | 官志宏   |

### 文定王后週邊人物
| 演員   | 角色                  | 介紹 | 粤语配音 | 国语配音 |
| 徐東賢 | 慶原大君 （朝鮮明宗） | 文定王后之子，每天在母親嚴格教導之下渡過，因為母親的私慾讓他疲憊不堪。能夠安慰他的只有同父異母的兄長李峼，然而文定王后無法容忍他們之間的親密相處。                 |          | 馮艾玫   |
| 全國煥 | 金治龍                | 右議政、內醫院都提調。中宗反正後因為功臣過份濫封而形成勳舊派的實權人物，人們的性命對他來說猶如塵埃，為了掌權可以不擇手段，打算與小尹派聯手除掉李峼，擁立慶原大君。 |          | 官志宏   |
| 李熙道 | 張弘達                | 漢陽最大商團大房，多仁的養父。和金治龍一起做了許多骯髒的勾當，在商團內部提供場所讓小尹派會合。                                                                     |          | 馬伯強   |
| 成雄   | 陶文                  | 張弘達的養子，武藝高超的黑刺客。白天是在商團做事的普通人，晚上奉張弘達之命執行任務。                                                                               |          | 陳幼文   |
| 金政均 | 尹元衡                | 文定王后的弟弟 |          | 陳幼文   |
| 金桐俊 | 無名                  | 文定王后私下送去明國培養的刺客，武藝高超。 |          | 何志威   |

### 義禁府
| 演員   | 角色   | 介紹                                       | 粤语配音 | 国语配音 |
| 金胤成 | 林坤吾 | 李正奐的部下，是金治龍安插在義禁府的奸細。 |          | 馬伯強   |

### 黑石谷盜賊黨
| 演員   | 角色   | 介紹 | 粤语配音 | 国语配音 |
| 李原種 | 巨柒   | 昭白的父親，黑石谷盜賊黨頭目，拳頭先於話語，以「楊州鐵錘」的名號在世間惡名昭彰。以前被他所揮出的鐵錘砸中自己，結果就像脫髮一樣丟光後腦的頭髮。是個滿嘴粗口的大爺，但在女兒面前會變得很溫柔。妻子在遭到金治龍的蹂躪後自盡，因此正在找尋機會報仇。 |          | 陳幼文   |
| 權賢尚 | 林巪正 | 居柒的得力助手，金治龍的霸行使他失去親人，生活潦倒才成為盜賊，自那時起對兩班們心懷恨意。在喜歡的昭白面前會變成聽話的小狗，但會因為她的坦率直白而受傷。                                                                                           |          |          |
| 朴善宇 | 蓋八遜 | 黑石谷盜賊黨副手，想要除掉巨柒成為首領。 |          |          |
| 金英玉 |        | 老奶奶 |          | 汪世瑋   |

### 其他人物
| 演員   | 角色 | 介紹 | 粤语配音 | 国语配音 |
| 趙達煥 | 德玐 | 東宮殿的搗藥使令，是個駝背而且行動懶散，所以有個綽號叫烏龜，手中握有毒殺事件的關鍵鑰匙。                                                                                                 |          | 何志威   |
| 金亨範 | 弼斗 | 天文曆算家，崔元的朋友。在算術和易學上總是出錯，令人懷疑他是如何通過雜科考試的。擁有優秀口才可以讓人把他彆腳的卜卦信以為真，人脈廣大到任何一個官衙都吃得開，和崔元也是因為卜卦而熟識的。 |          | 馬伯強   |
| 尹基元 | 莫奉 | 四處吹牛說是他讓中殿娘娘生下王子的狂妄之徒，主業是假裝瞎半仙來騙錢，副業是通過舉報犯人來賺懸賞獎金，故意向崔元示好來接近他。                                                             |          |          |
| 鄭允善 | 月荷 | 閔道生的戀人，東宮殿水剌間內人。與閔道生的禁忌之戀讓他們的性命遭受到脅迫，原本約好要放棄一切離開，在渡口等待的那晚閔道生卻沒有出現。                                                     |          | 馮艾玫   |

## 原聲帶
- 《天命：朝鮮版逃亡者故事》OST（發行日期：2013年6月12日）

| 曲序 | 曲目                 | 演唱            |
| ---- | -------------------- | --------------- |
| 1.   | 火熱的再見           | 文明真          |
| 2.   | 傻瓜心               | 金俊秀          |
| 3.   | 思念                 | 張熙英          |
| 4.   | 燃燒                 | 高裕鎮          |
| 5.   | 小朗                 | 金敏兒          |
| 6.   | 珍貴的人             | 金知秀          |
| 7.   | 不要哭               | 禹里亞          |
| 8.   | 傻瓜心（Piano Ver.） | Various Artists |
| 9.   | 火熱的再見（Inst.）  | Various Artists |
| 10.  | 燃燒（Drama Ver.）   | 高裕鎮          |

## 收視率
| 集數 | 播出日期   | TNmS 收視率      | TNmS 收視率    | AGB 收視率       | AGB 收視率     |
| 集數 | 播出日期   | 大韓民國（全國） | 首爾（首都圈） | 大韓民國（全國） | 首爾（首都圈） |
| ---- | ---------- | ---------------- | -------------- | ---------------- | -------------- |
| 1    | 2013/04/24 | 9.8%             | 10.1%          | 9.3%             | 9.8%           |
| 2    | 2013/04/25 | 9.9%             | 10.7%          | 8.9%             | 9.2%           |
| 3    | 2013/05/01 | 9.2%             | 9.8%           | 9.5%             | 10.1%          |
| 4    | 2013/05/02 | 9.9%             | 10.6%          | 9.9%             | 10.0%          |
| 5    | 2013/05/08 | 9.8%             | 9.6%           | 9.6%             | 10.2%          |
| 6    | 2013/05/09 | 9.3%             | 9.6%           | 9.4%             | 9.5%           |
| 7    | 2013/05/15 | 9.3%             | 9.9%           | 9.9%             | 10.2%          |
| 8    | 2013/05/16 | 9.5%             | 9.2%           | 8.7%             | 8.7%           |
| 9    | 2013/05/22 | 9.4%             | 10.0%          | 9.3%             | 9.8%           |
| 10   | 2013/05/23 | 9.8%             | 10.1%          | 9.0%             | 9.6%           |
| 11   | 2013/05/29 | 10.1%            | 10.5%          | 9.8%             | 10.1%          |
| 12   | 2013/05/30 | 9.3%             | 9.2%           | 8.7%             | 8.5%           |
| 13   | 2013/06/05 | 9.5%             | 9.6%           | 8.5%             | 8.3%           |
| 14   | 2013/06/06 | 7.9%             | 8.7%           | 9.3%             | 9.6%           |
| 15   | 2013/06/12 | 7.7%             | 7.4%           | 8.0%             | 8.0%           |
| 16   | 2013/06/13 | 7.9%             | 8.5%           | 8.5%             | 8.1%           |
| 17   | 2013/06/19 | 6.6%             | 7.4%           | 8.8%             | 9.0%           |
| 18   | 2013/06/20 | 7.4%             | 7.8%           | 8.9%             | 9.2%           |
| 19   | 2013/06/26 | 7.0%             | 7.4%           | 8.8%             | 9.1%           |
| 20   | 2013/06/27 | 8.5%             | 9.1%           | 9.6%             | 9.9%           |

## 同時段競爭節目
- MBC：《當男人戀愛時》、《女王的教室》
- SBS：《我戀愛的一切》、《聽見你的聲音》

## 腳註
1. ↑  第2集，醫刀上刻的名字為崔元。
2. ↑  第12集，信上的名字為朗
3. ↑  第4集，於官婢名冊裡顯示為崔優英。
4. ↑  第10集，搜查日誌上的名字為閔道生；第13集，信上的名字為閔都生。
5. ↑  第11集，閔道生自白信上的名字為金治龍。
6. ↑  第11集，閔道生自白信上的名字為張弘達。
7. ↑  第4集，通緝令上的名字為巨柒。
8. ↑  第7集，信上的名字為德玐。
9. ↑  .   [2013-04-02]. （原始内容存档于2012-11-12）.
10. ↑  .   [2013-04-02]. （原始内容存档于2013-12-26）.

## 外部連結
- 韓國KBS （页面存档备份，存于）
- 香港有線電視 （页面存档备份，存于）（繁體中文）
- YouTube上的《天命：朝鮮版逃亡者故事》Highlight（預告）

| KBS 水木劇                               | KBS 水木劇                                               | KBS 水木劇 |
| ---------------------------------------- | -------------------------------------------------------- | ---------- |
|                                          | 天命：朝鮮版逃亡者故事 （2013年4月24日 - 2013年6月27日） |            |
| IRIS 2 （2013年2月13日 - 2013年4月18日） | 劍與花 （2013年7月3日 - 2013年9月5日）                   |            |

| 香港 奇寶劇集台 星期一至五 19:00 - 20:00        | 香港 奇寶劇集台 星期一至五 19:00 - 20:00    | 香港 奇寶劇集台 星期一至五 19:00 - 20:00 |
| ----------------------------------------------- | ------------------------------------------- | ---------------------------------------- |
|                                                 | 天命 （2013年10月14日 - 2013年11月19日）    |                                          |
| 九回時間旅行 （2013年9月16日 - 2013年10月11日） | 百年麵館 （2013年11月20日 - 2014年2月21日） |                                          |
| 香港 有線第1台 星期一至五 22:30 - 23:30         |                                             |                                          |
| 主君的太陽 （2014年4月21日 - 2014年5月22日）    | 天命 （2014年5月23日 - 2014年6月30日）      | 最強醫生 （2014年7月1日 - 2014年8月5日） |

| 臺灣 東森戲劇台 星期一至五 22:00 - 23:00 · 3月9日起改為星期二至六 02:00 - 03:00 | 臺灣 東森戲劇台 星期一至五 22:00 - 23:00 · 3月9日起改為星期二至六 02:00 - 03:00 | 臺灣 東森戲劇台 星期一至五 22:00 - 23:00 · 3月9日起改為星期二至六 02:00 - 03:00 |
| ------------------------------------------------------------------------------- | ------------------------------------------------------------------------------- | ------------------------------------------------------------------------------- |
|                                                                                 | 天命 （2015年2月26日 - 2015年4月2日）                                           |                                                                                 |
| 為愛而生張玉貞 （2015年1月13日 - 2015年2月25日）                                | 美麗好時節（01:00 - 03:00） （2015年4月3日 - 2015年4月28日）                    |                                                                                 |